# 遠刺折尾蝦
遠刺折尾蝦（学名：Uroptychus remotispinatus）为劣柱蝦科折尾蝦屬下的一个种。